# Drusilasaura
Drusilasaura ist eine Gattung sauropoder Dinosaurier aus der Gruppe der Titanosauria, die während der Unterkreide in Südamerika lebte. Bisher ist lediglich ein einziges, sehr fragmentarisches Skelett bekannt, das aus der Bajo-Barreal-Formation in Argentinien stammt. Die Überreste schließen lediglich vier Rückenwirbel, einen Kreuzbeinwirbel, ein Schulterblatt sowie Fragmente von Rippen mit ein. Drusilasaura wurde 2011 mit der einzigen Art Drusilasaura deseadensis erstmals wissenschaftlich beschrieben.

## Merkmale
Wie alle Sauropoden handelte es sich um einen großen, vierbeinigen Pflanzenfresser, dessen Habitus durch einen tonnenförmigen Rumpf mit säulenartigen Beinen und einem langen Hals und Schwanz gekennzeichnet war. Drusilasaura war ein vergleichsweise großer Vertreter der Titanosauria.
Wie bei allen Sauropoden sind die Wirbel mit internen Hohlräumen und externen Aushöhlungen ausgespart, die ihr Gewicht verringerten. Einzelne externe Aushöhlungen wurden durch dünne, lamellenartige Knochenkämme voneinander getrennt – sogenannten Laminae. Die Anatomie dieser Laminae ist bei Sauropoden sehr variabel und dient häufig zur Abgrenzung verschiedener Arten und Gattungen. Drusilasaura lässt sich durch eine einzigartige Kombination von Merkmalen von anderen Gattungen abgrenzen, die sich größtenteils an den Laminae der Rücken- und Schwanzwirbel finden: So sind beispielsweise zwei robuste Spinodiapophyseal-Laminae an den vorderen Rückenwirbeln vorhanden – Laminae, die vom Querfortsatz zum Dornfortsatz verliefen; zwischen diesen beiden Laminae befand sich eine längliche und tiefe Aushöhlung. Außerdem zeigen die vorderen Rückenwirbel eine Circumneural-Laminae, die kreisförmig um den hinteren (posterioren) Ausgang des Wirbellochs verlief.

## Systematik
Drusilasaura ist ein Vertreter der Titanosauria, der dominierenden Sauropodengruppe während der Kreidezeit. Die innere Systematik dieser Gruppe ist stark umstritten. In der Erstbeschreibung von Drusilasaura geben César Navarrete und Kollegen an, dass diese Gattung möglicherweise zu den Lognkosauria gezählt werden kann, einer Gruppe innerhalb der Titanosauria, welcher außerdem die Gattungen Mendozasaurus und Futalognkosaurus zugeordnet werden. Diese Gruppe ursprünglicher Titanosauria wurde von Forschern um Jorge Calvo (2007) vorgeschlagen.

## Fund und Namensgebung
Der einzige Fund (Holotyp, Exemplarnummern MPM-PV 2097/1 bis 2097/19) stammt aus der obersten Subformation der Bajo-Barreal-Formation aus der Farm María Aike in der argentinischen Provinz Santa Cruz. Er wurde 2011 von Forschern um César Navarrete erstmals wissenschaftlich beschrieben. Der Name Drusilasaura ehrt Drusila Ortiz de Zárate aus der Familie der Farmeigentümer, welcher bei den Grabungsarbeiten half. Der zweite Teil des Artnamens, deseadensis, weist auf den Río Deseado, in dessen Tal die Fossilien gefunden wurden.